# МАЗ-4371
МАЗ-4371 — белорусский среднетоннажный низкорамный грузовой автомобиль класса N2 категории MCV, который изготавливается с конца 2003 года на Минском автомобильном заводе.

## История
Впервые автомобиль МАЗ-4371 был представлен на выставке РМАС '2003 (МАЗ-437141). Кабина взята от семейства МАЗ-5440/6430.
На выставке MIMS '2005 был представлен МАЗ-4371 с новой кабиной и изотермическим кузовом-фургоном. Двигатель — Deutz (Евро-3).
Также автомобиль оснащается двигателями внутреннего сгорания Cummins ISF, MAN D0834FL64 и ЯМЗ-53445.
Грузоподъёмность модели составляет от 4,45 до 5,6 тонн, шины — 235/75R17,5.

## Модификации
- МАЗ-4371С0[3].
- МАЗ-4371C0-521-060.
- МАЗ-4371C0-522-000.
- МАЗ-4371C0-522-060.
- МАЗ-4371C0-528-000.
- МАЗ-4371C0-528-060.
- МАЗ-4371C0-529-000.
- МАЗ-4371C0-529-060.
- МАЗ-4371C0-531-000.
- МАЗ-4371C0-531-060.
- МАЗ-4371C0-532-000.
- МАЗ-4371C0-532-060.
- МАЗ-4371Р2[4].
- МАЗ-437130.
- МАЗ-437143[5].